# فرانکنفلس
فرانکنفلس (به آلمانی: Frankenfels) یک منطقهٔ مسکونی در اتریش است که در ناحیه زانکت پولتن-لاند واقع شده‌است. فرانکنفلس ۲٬۰۲۵ نفر جمعیت دارد.